# کلیسای جامع سنت فیلیپ، بیرمنگام
کلیسای جامع سنت فیلیپ (انگلیسی: St Philip's Cathedral, Birmingham) یک کلیسای جامع در شهر بیرمنگام، انگلستان است.
این کلیسا که در سال ۱۷۱۰ شروع به ساخت شده در سال ۱۷۲۵ تأسیس شده و براساس معماری باروک طراحی شده‌است.

## نگارخانه

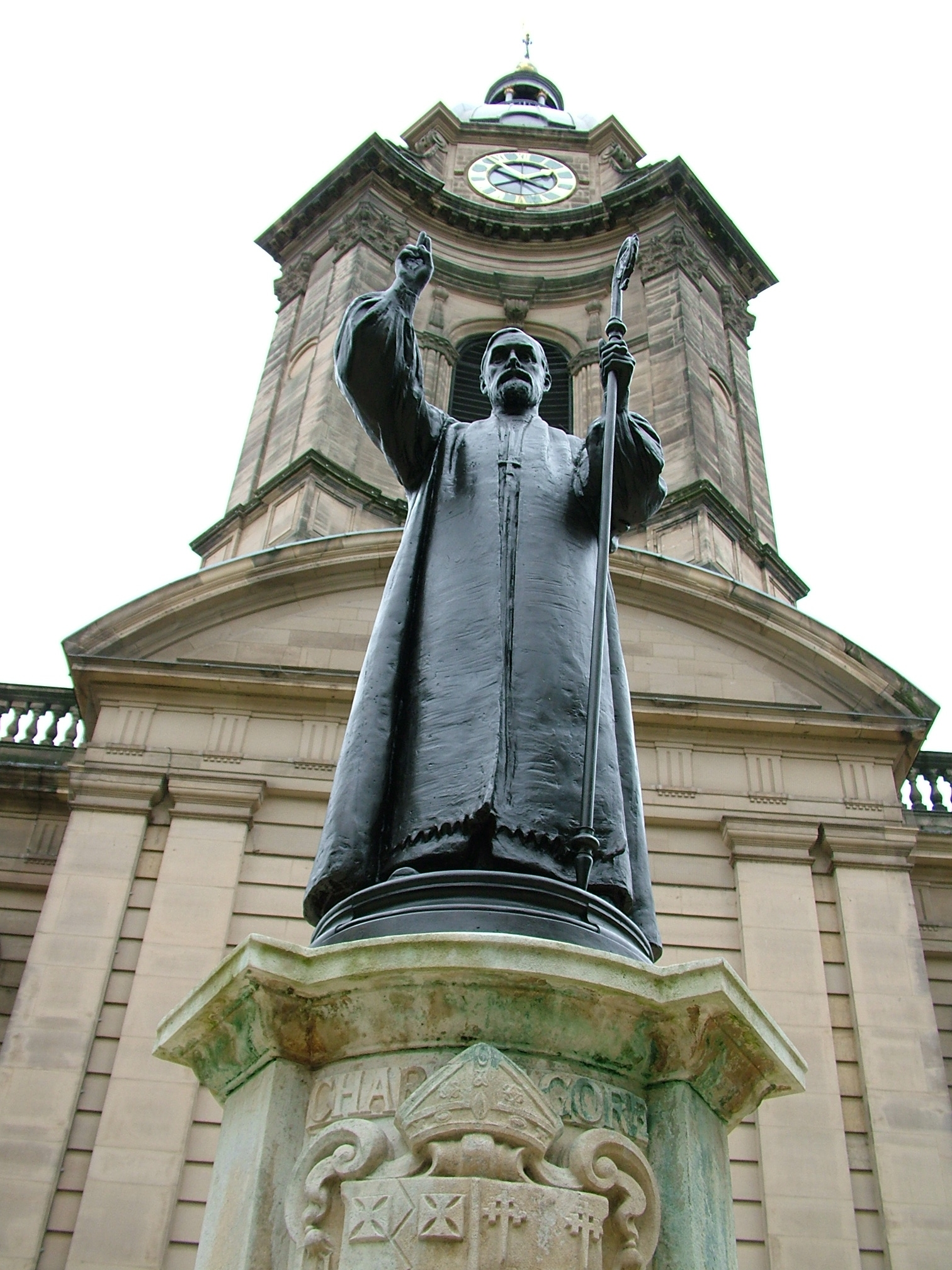
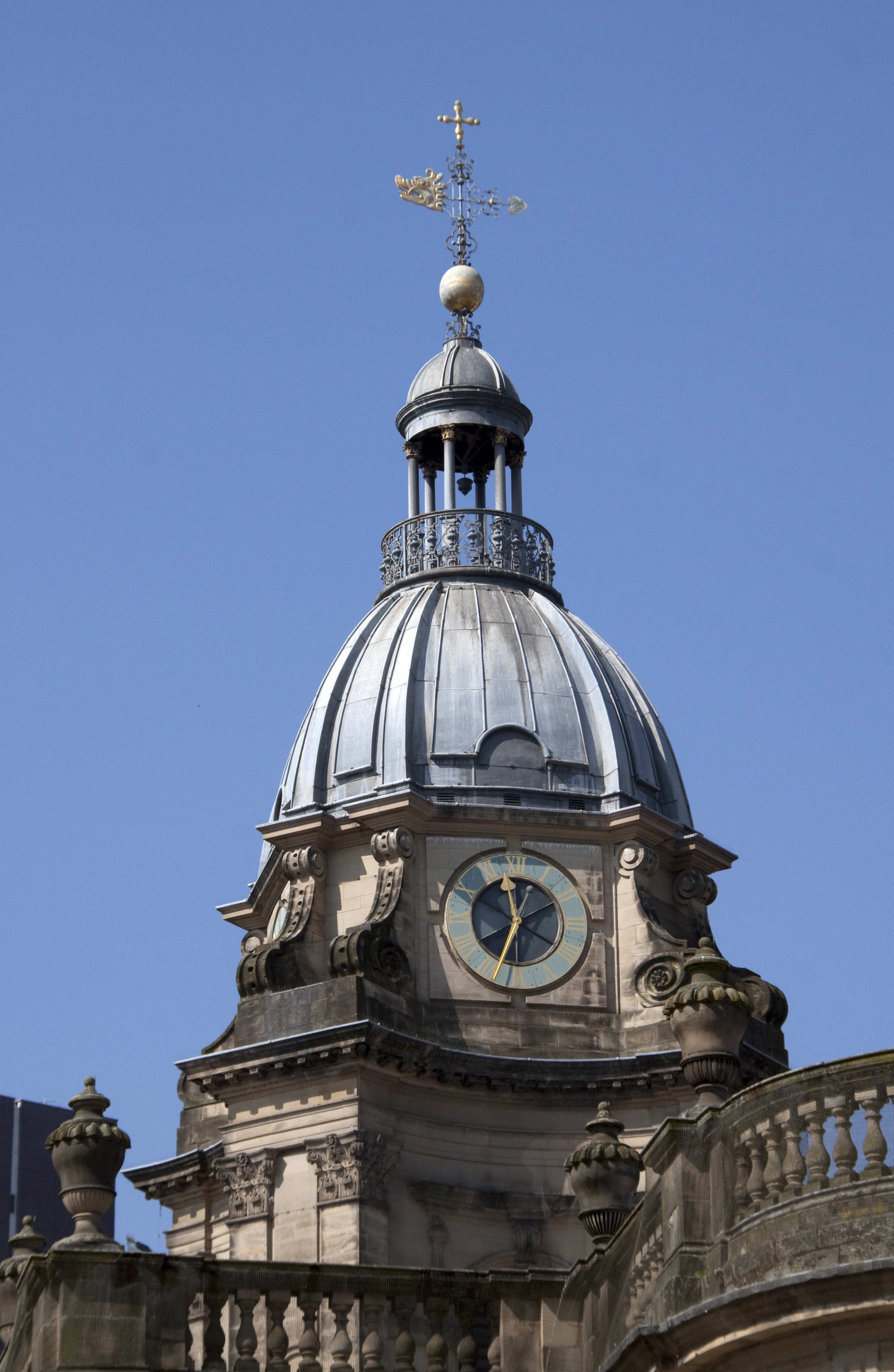
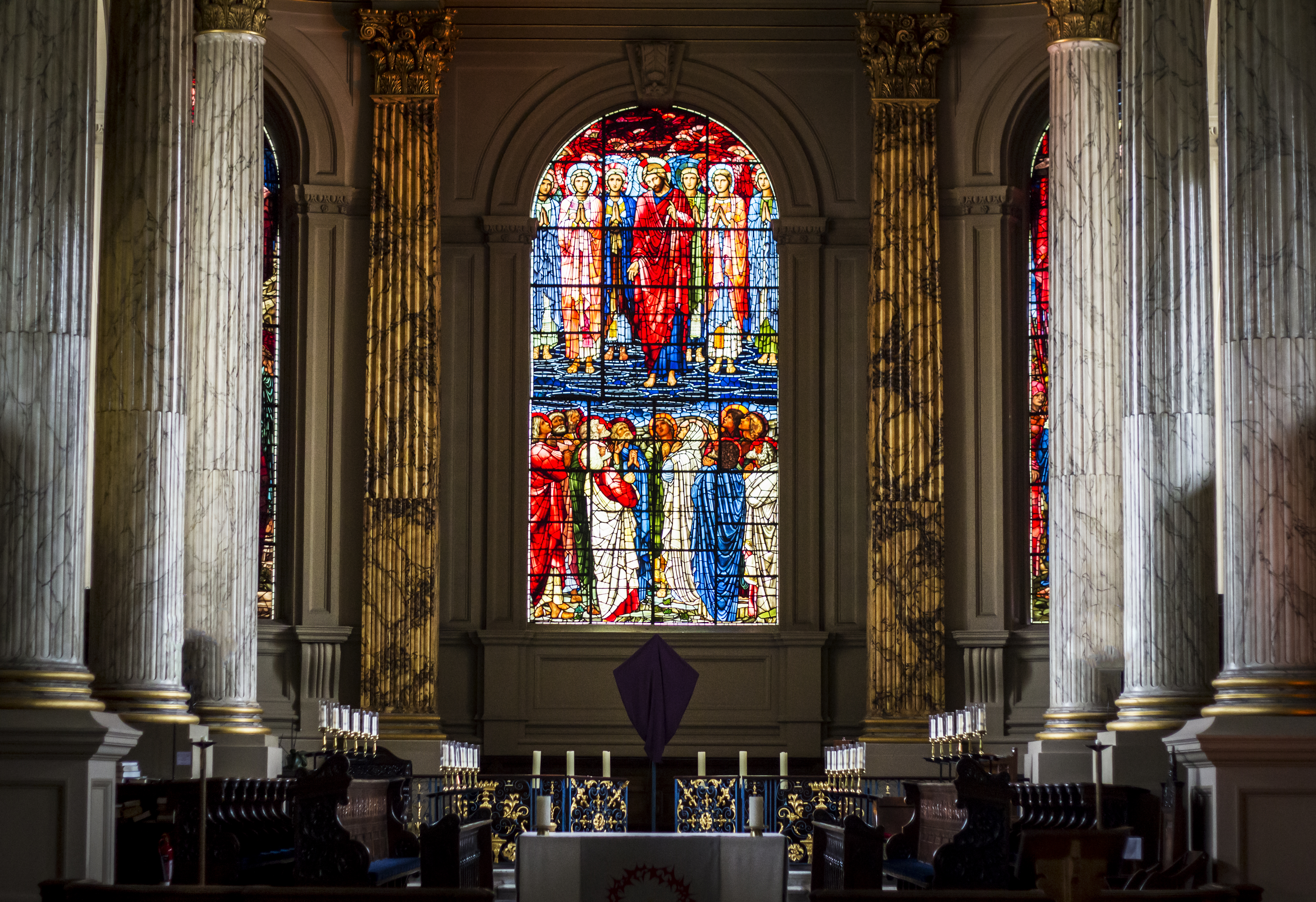
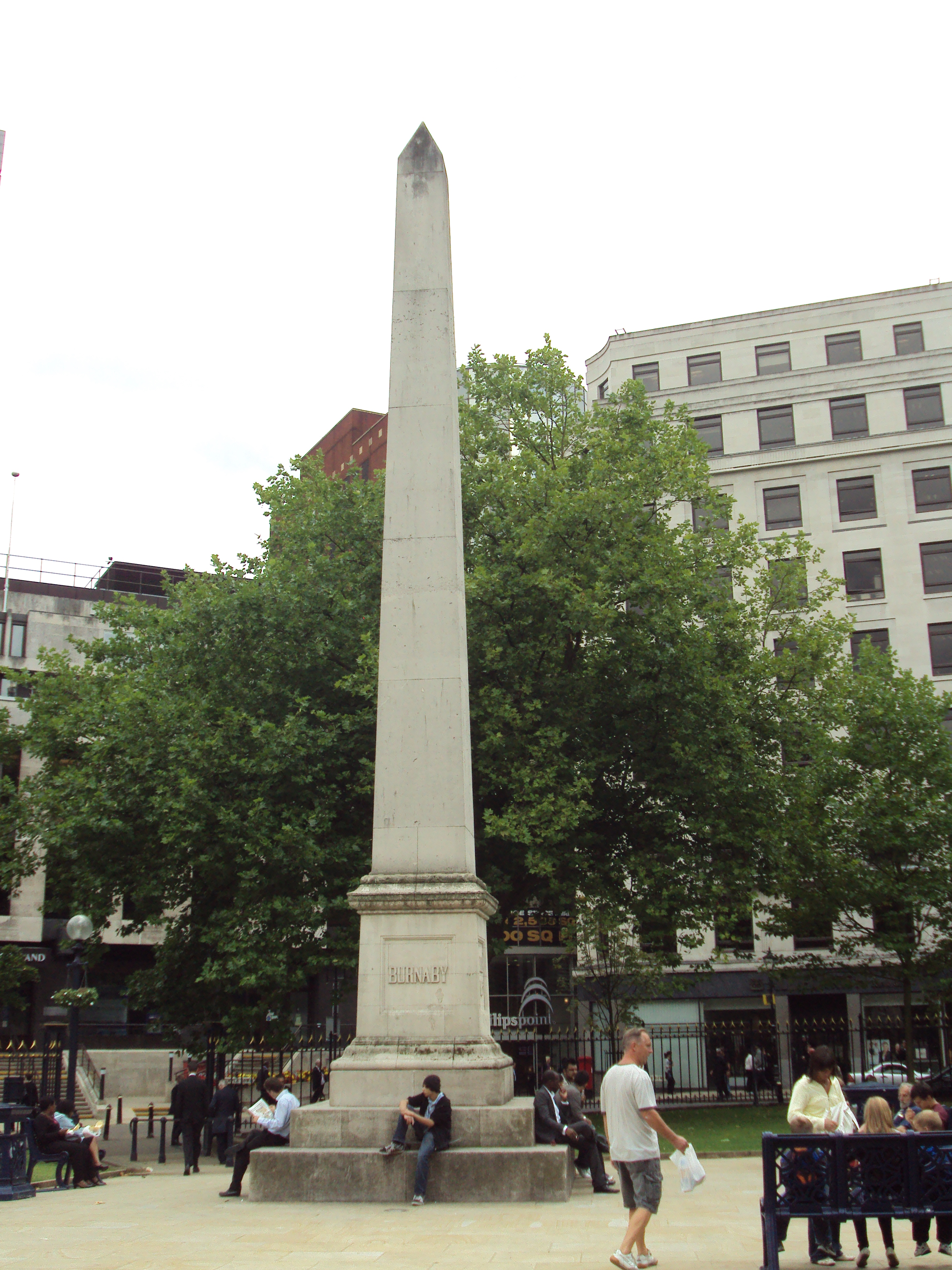
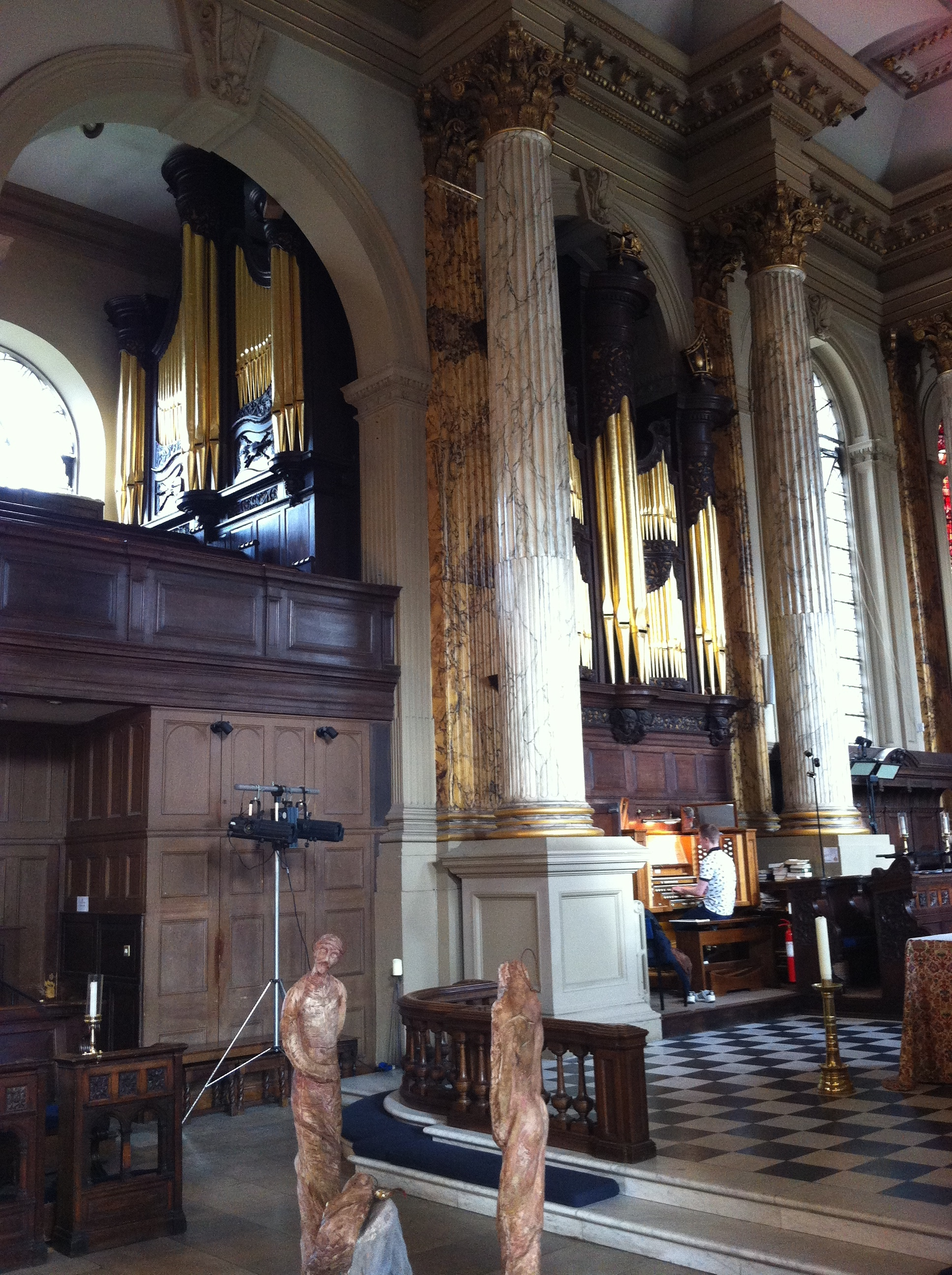